# Gare de Pietralba
La gare de Pietralba est une gare ferroviaire française de la ligne de Ponte-Leccia à Calvi (voie unique à écartement métrique), située sur le territoire de la commune de Castifao, près de Pietralba, dans le département de la Haute-Corse et la Collectivité territoriale de Corse (CTC).
Elle est mise en service en 1889 par la Compagnie de chemins de fer départementaux (CFD). C'est une halte des Chemins de fer de la Corse (CFC) desservie par des trains « grande ligne ». Arrêt facultatif (AF), il faut signaler sa présence au conducteur pour qu'il y ait un arrêt du train.

## Situation ferroviaire
Établie à 267 mètres d'altitude, la gare de Pietralba est située au point kilométrique (PK) 52,7 de la ligne de Ponte-Leccia à Calvi (voie unique à écartement métrique), entre les gare de Ponte-Leccia et de Novella.

## Histoire
La gare de Pietralba est mise en service le 10 janvier 1889 par la CFD, lorsqu'elle ouvre à l'exploitation les 45 kilomètres de la section de Ponte-Leccia à Palasca du chemin de fer de Ponte-Leccia à Calvi. Elle est desservie par le chemin d'intérêt commun n°21.
Ses abords ont servi en 2010 - 2011 à entreposer rails, traverses et ballast utilisés pour la réfection de la voie ferrée.

## Service des voyageurs

### Accueil
Halte voyageurs CFC, c'est un point d'arrêt non géré (PANG) à accès libre. Arrêt facultatif  (AF) : le train ne s'arrête que si la demande a été faite au conducteur.

### Desserte
Pietralba est desservie par des trains CFC « grande ligne » de la relation Bastia - Calvi.

### Intermodalité
Le stationnement des véhicules est possible à proximité. Le village est à 6 kilomètres.

## Patrimoine ferroviaire
Le bâtiment voyageurs fermé et en ruine est du type à deux ouvertures et un étage. L'ancienne halle à marchandises est également en ruine.

## Galerie de photographies

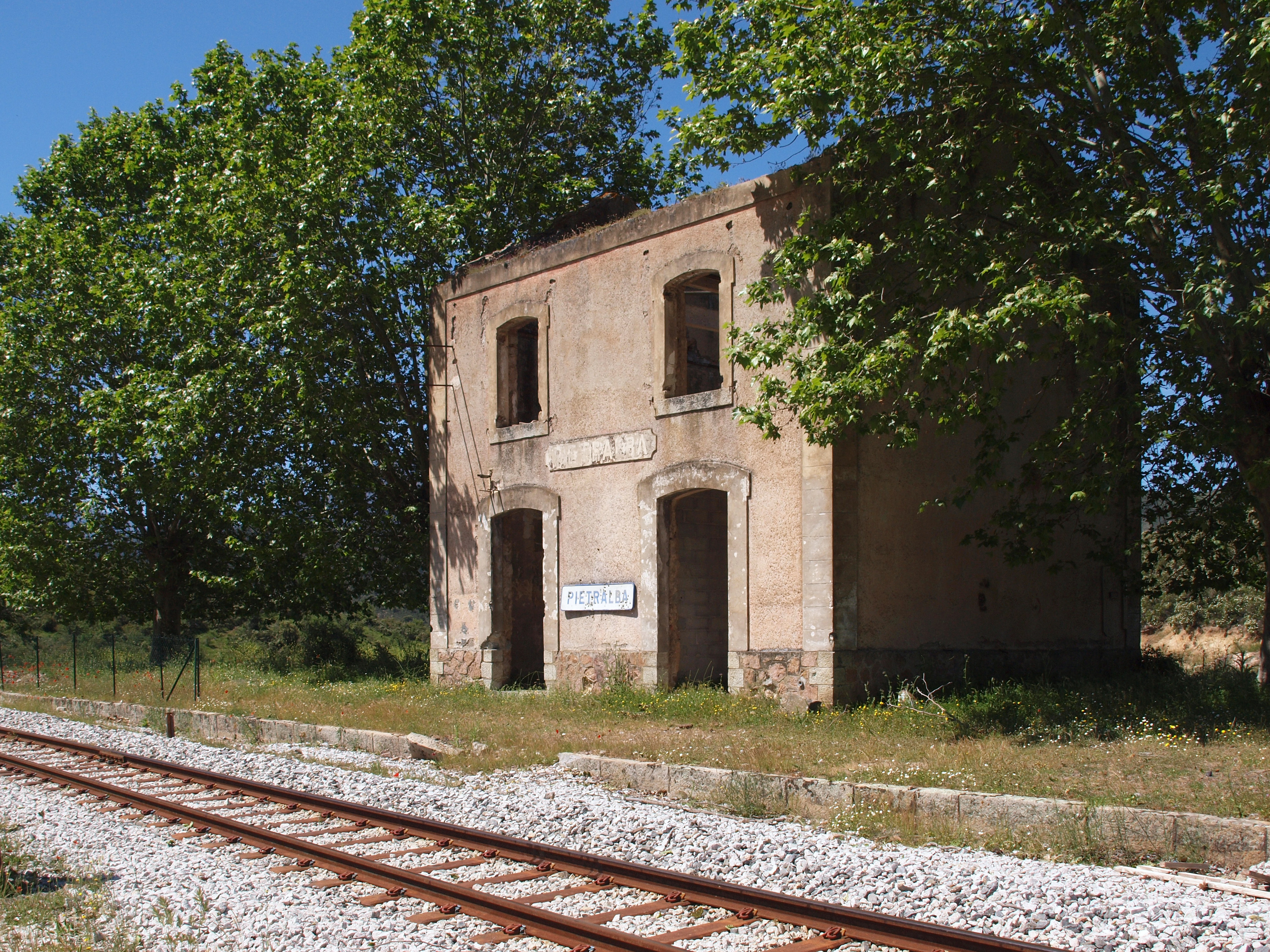
Ancien bâtiment voyageurs abandonné.
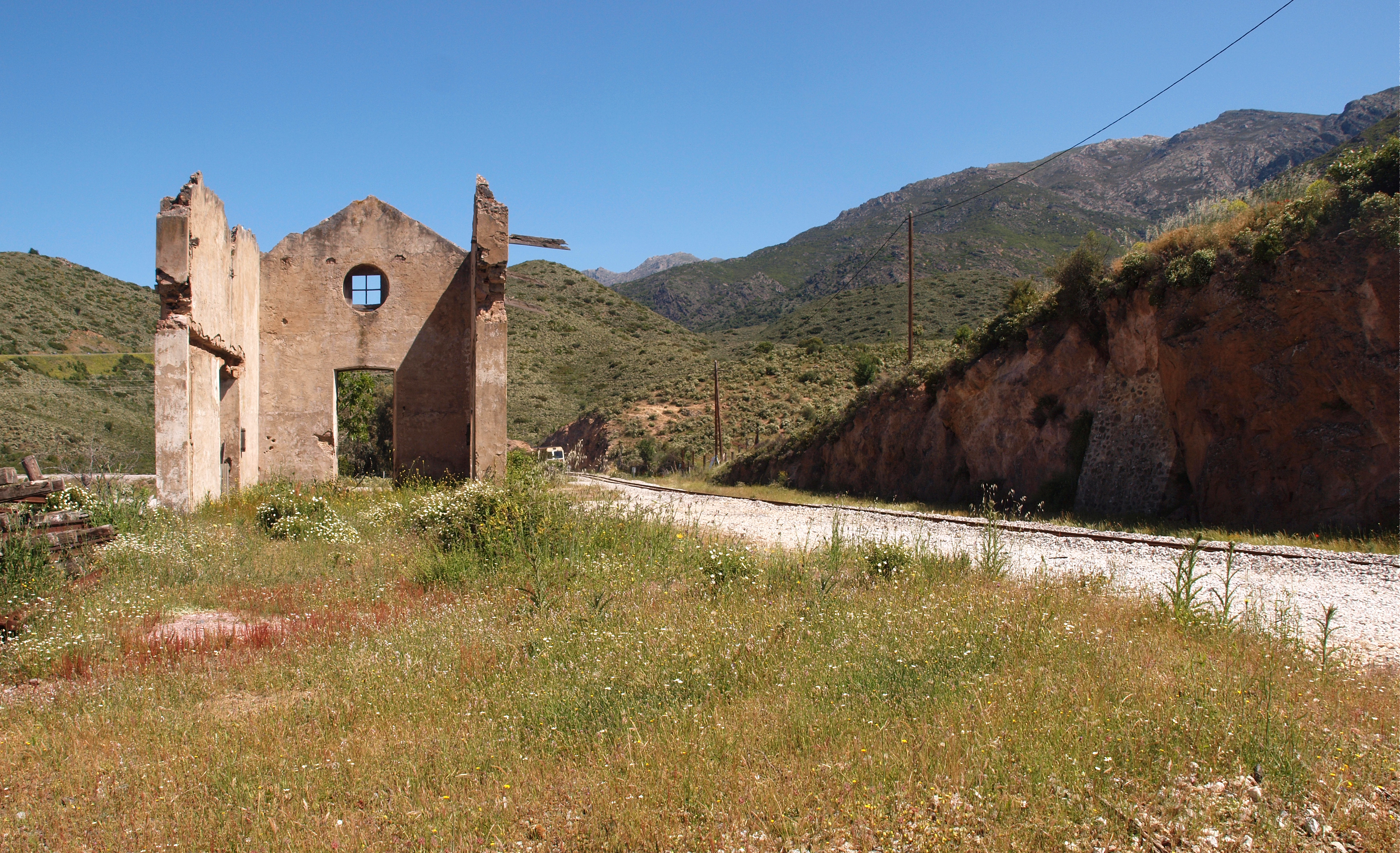
Ancienne halle à marchandises en ruines.
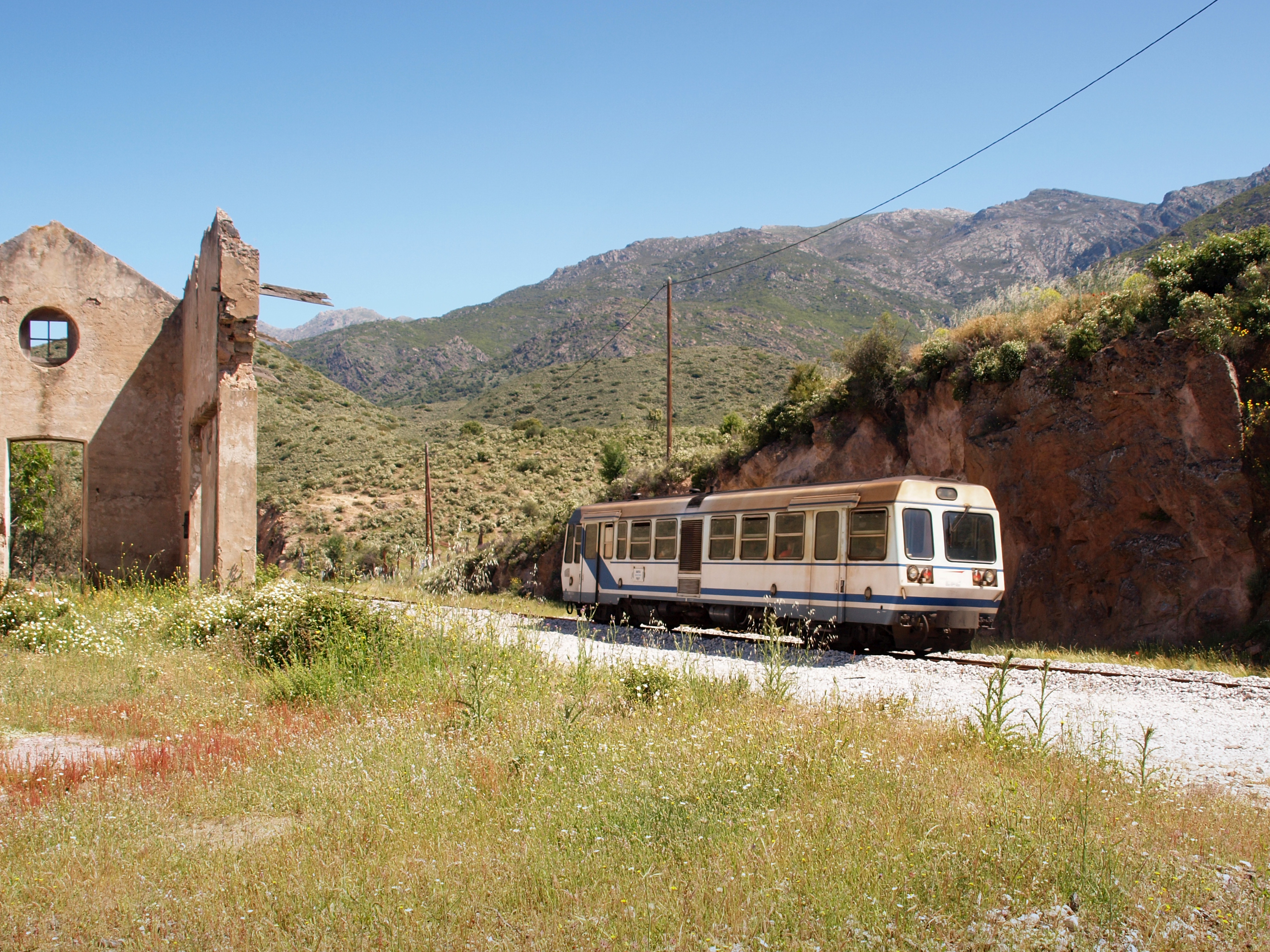
Motrice d'Autorail X 97050.
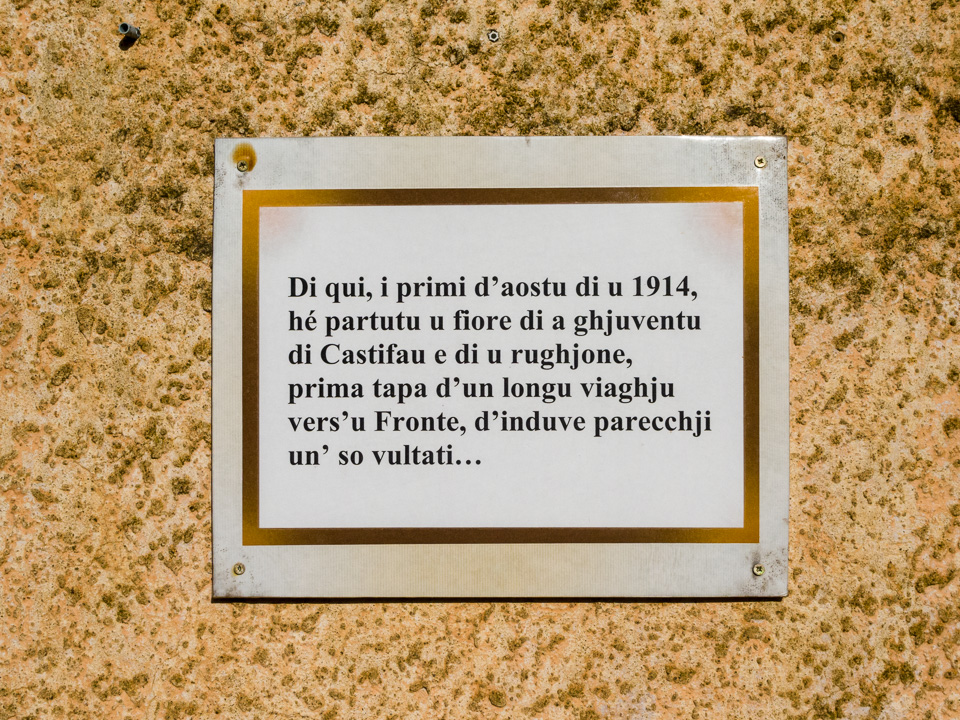
Panneau historique sur la façade de la gare.